# ویکرام سارابهای
ویکرام امبالال سارابهای (گجراتی: વિક્રમ અંબાલાલ સારાભાઇ؛ زاده ۱۲ اوت ۱۹۱۹ درگذشته ۳۰ دسامبر ۱۹۷۱) یک فیزیک‌دان و ستاره‌شناس اهل هند بود. او تحقیقات فضایی را آغاز کرد و به توسعه انرژی هسته‌ای در هند کمک کرد. ویکرام سارابهای گذشته از علاقه شخصی خود به پرتوهای کیهانی، موشک‌ها و ماهواره‌ها، به استفاده از علم و فناوری به عنوان «اهرم‌های توسعه» اعتقاد داشت. او در سطح بین‌المللی به عنوان پدر برنامه فضایی هند شناخته می‌شود.

## زندگی
ویکرام امبالال سارابهای در ۱۲ اوت سال ۱۹۱۹ در شهر احمدآباد به دنیا آمد. او پیش از سفر به انگلستان برای کسب مدرک دکترای خود در کمبریج، در کالج گجرات تحصیل کرد.
ویکرام سارابهای پس از پرتاب ماهواره اسپوتنیک روسیه گفت: "عده ای وجود دارند که ارتباط فعالیت‌های فضایی در یک کشور در حال توسعه را زیر سؤال می‌برند." فن آوری‌های پیشرفته برای مشکلات واقعی انسان و جامعه."
ویکرام سارابهای کمیته ملی تحقیقات فضایی هند را در سال ۱۹۶۲ تأسیس کرد که بعدها به سازمان پژوهش‌های فضایی هند (ISRO) تغییر نام یافت. این به ایستگاه پرتاب موشک استوایی تومبا (Thumba) در جنوب هند منجر شد که اولین پرتاب موفقیت‌آمیز خود را در ۲۱ نوامبر ۱۹۶۳ انجام داد. رؤیای او در مورد یک ماهواره هندی زمانی محقق شد که آریاباتا در سال ۱۹۷۵ به مدار زمین رفت.
او همچنین مؤسسات مهم زیادی را در سرزمین خود تأسیس کرد، مانند آزمایشگاه تحقیقات فیزیکی (در ۲۸ سالگی) و مؤسسه مدیریت هند و مرکز برنامه‌ریزی و فناوری محیطی. او همچنین به عنوان رئیس کمیسیون انرژی اتمی هند خدمت کرد.

## افتخارات
ویکرام سارابهای در سطح بین‌المللی به عنوان پدر برنامه فضایی هند شناخته می‌شود.
تعهد سارابهای به آموزش علم منجر به ایجاد مرکز علمی جامعه در احمدآباد شد که اکنون نام او را به خود اختصاص داده‌است.
در سال ۱۹۷۳ یک دهانه در ماه به افتخار او نامگذاری شد.
او به دریافت جوایز Padma Bhushan (در سال ۱۹۶۶) و Padma Vibhushan (پس از مرگ در ۱۹۷۲) مفتخر شد.
در اوایل تابستان ۲۰۱۹، سازمان پژوهش‌های فضایی هند، مأموریت چاندرایان ۲ را به امید تبدیل کردن هند به چهارمین کشوری که روی ماه فرود آمد، پرتاب کرد. «فرودگر ویکرام» (Vikram lander) که به افتخار ویکرام سارابهای نامگذاری شده توسط آن بر سطح ماه فرود آمد.
در ۱۲ اوت ۲۰۱۹، گوگل دودل صدمین سالگرد تولد سارابهای را گرامی داشت.
در ۳۰ سپتامبر ۲۰۲۰، ACK Media به همراه ISRO کتابی به نام ویکرام سارابهای: برنامه فضایی هند (Vikram Sarabhai: India India Space Programme) را منتشر کردند.
مجموعه اینترنتی Rocket Boys محصول ۲۰۲۲ بر اساس زندگی تخیلی سارابهای و هومی جی. بهابها با بازی ایشواک سینگ و جیم ساربه ساخته شد.
در فیلم 2022 Rocketry: The Nambi Effect بر اساس زندگی نامبی نارایانان، نقش سارابهای توسط راجیت کاپور در نسخه هندی و راوی راگاوندرا در نسخه تامیل بازی شد.